# ما هواتنغ
ما هواتنغ (بالصينية: 马化腾)‏ (29 أكتوبر 1971  - ) رائد أعمال، وشخصية أعمال، وسياسي من الصين.

## روابط خارجية
- ما هواتنغ على موقع الموسوعة البريطانية (الإنجليزية)
- ما هواتنغ على موقع مونزينجر (الألمانية)